# Linda Bergen
Linda Bergen, nom de scène de Linda Probst (née le 4 octobre 1948) est une chanteuse allemande.

## Carrière
Linda Bergen est la sœur aînée de la chanteuse Ingrid Peters. Elle a quelques succès radiophoniques du milieu à la fin des années 1970; une percée commerciale majeure de ses singles, cependant, ne réussit pas. Certains d'entre eux sont produits par Kurt Feltz. Son schlager a des influences country.

## Discographie
- 1976 : Das Tagebuch der Eva Leitner / Mama (Mother), reprise de John Lennon (BASF)
- 1977 : In Virginia fällt der Regen / Romano (Polydor)
- 1978 : Warum gehst du zu ihr / Country-Lady (Polydor)
- 1979 : Ich bin nicht so wie Alice / Seit heute Nacht (Polydor)